# Ralph Hills
Ralph Hills (Washington D. C., Estados Unidos, 19 de enero de 1902-20 de septiembre de 1970) fue un atleta estadounidense, especialista en la prueba de lanzamiento de peso en la que llegó a ser medallista de bronce olímpico en 1924.

## Carrera deportiva
En los JJ. OO. de París 1924 ganó la medalla de bronce en el lanzamiento de peso, llegando hasta los 14.64 metros, siendo superado por los también estadounidenses Clarence Houser (oro con 14.995 metros) y Glenn Hartranft (plata).